# ساقه‌مگسی‌ها
ساقه‌مگسی‌ها (نام علمی: Opomyza) نام یک سرده از تیره مگس‌های آشغال است.